# Comunità montana Prealpi Biellesi
La Comunità montana Prealpi Biellesi è stata una comunità montana che si sviluppava lungo le prealpi biellesi situate in provincia di Biella.

## Storia
La comunità montana ha cessato di esistere il 31 dicembre 2009 per effetto del decreto n. 70 del 28 agosto 2009 del Presidente della Giunta Regionale del Piemonte che ha costituito la nuova Comunità montana Val Sessera, Valle di Mosso e Prealpi Biellesi, a sua volta soppressa, insieme alle altre comunità montane del Piemonte, con la Legge regionale 28 settembre 2012, n. 11.

## Territorio

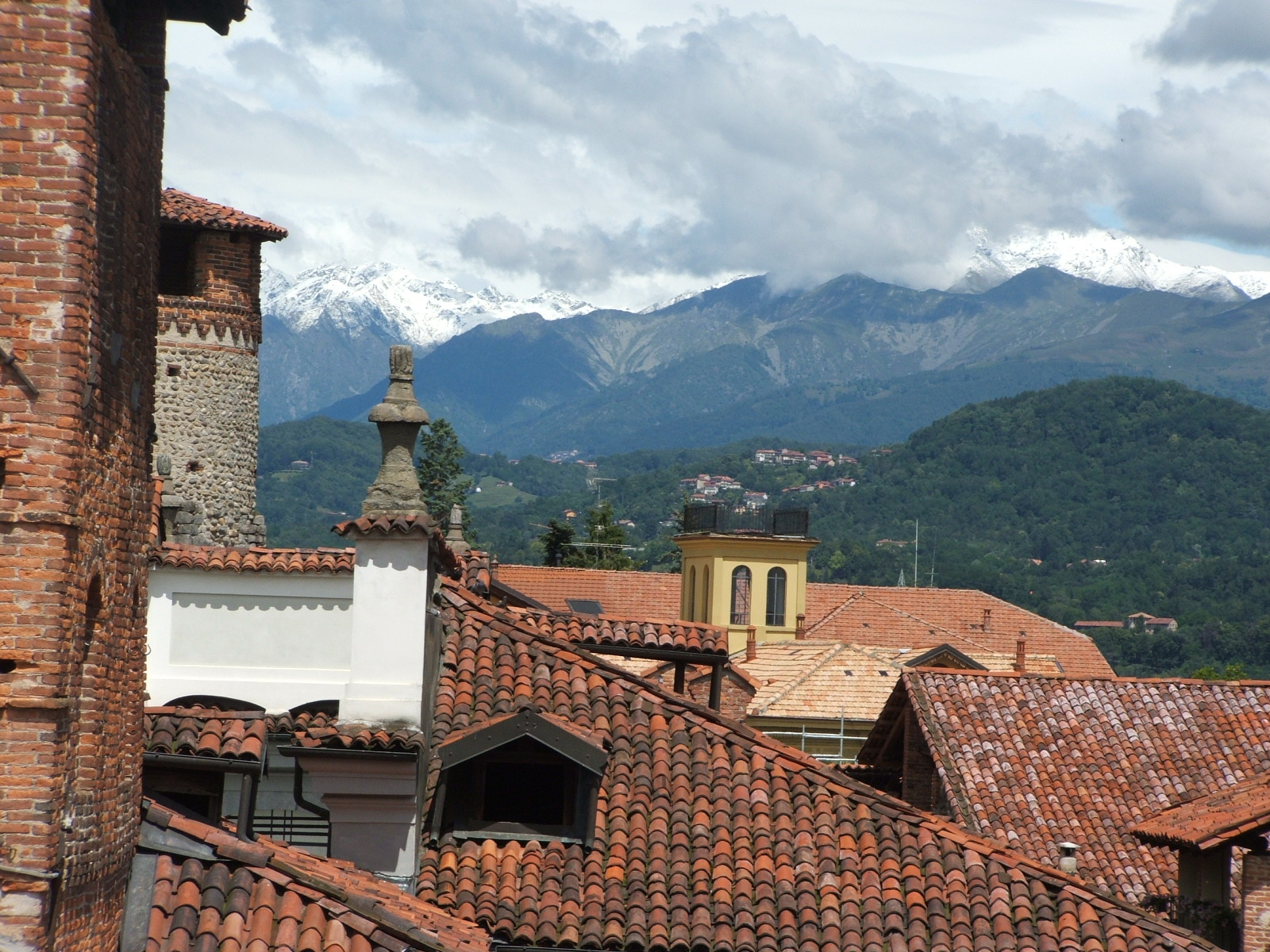
Le montagne delle prealpi biellesi viste dal Ricetto di Candelo

Il territorio dell'ente includeva i comuni di:
- Casapinta
- Cerreto Castello
- Cossato
- Crosa
- Curino
- Lessona
- Masserano
- Mezzana Mortigliengo
- Piatto
- Quaregna
- Strona
- Valdengo
- Vigliano Biellese